# Fangholmen
Fangholmen est une île norvégienne du comté de Hordaland appartenant administrativement à Austevoll.

## Description
Rocheuse et couverte d'arbres, elle s'étend environ 185 m de longueur pour une largeur approximative de 118 m.